# Neopanorpa hushengchangi
Neopanorpa hushengchangi är en näbbsländeart som beskrevs av Hua och Chou 1999. Neopanorpa hushengchangi ingår i släktet Neopanorpa och familjen skorpionsländor. Inga underarter finns listade i Catalogue of Life.